# Cardiogenetica
Cardiogenetica is de medische wetenschap die zich richt op genetisch onderzoek naar erfelijke hartziekten en het risico op plotse hartdood (overlijden aan een hartziekte). Cardiogenetica wordt bedreven door én cardiologen én klinisch genetici. Zij identificeren en karakteriseren de genen die betrokken zijn bij erfelijke hart- en vaatziekten en doen onderzoek naar de functionele consequenties van genetische mutaties. 
In Nederland overlijdt jaarlijks 1 op de 1000 mensen aan een plotse dood. Vooral bij personen jonger dan 45 jaar die getroffen worden, is meestal sprake van een erfelijke hartaandoening. Voorbeelden zijn hypertrofische cardiomyopathie en het lange-QT-syndroom. Familieleden van deze jonge patiënten hebben, omdat de ziekte overerfbaar is, een sterk verhoogd risico om ook plots te overlijden. 
Tenzij goed genetisch gescreend is een dodelijke genetische hartziekte vrijwel niet op te sporen totdat het te laat is. Bekend Nederlands genetisch cardioloog Hubert Baars, een van de redacteuren van het medisch standaardwerk "Clinical Cardiogenetics", pleit voor het doen van preventief genetisch onderzoek (cardiogen DNA-testen) bij sporters. Het checken van (ogenschijnlijk) gezonde topsporters en amateursporters op hun risico op plots overlijden tijdens inspanning. Preventieve behandeling leidt, zo stelt hij, tot een duidelijke verlaging van de kans op overlijden op of buiten het sportveld. Deze aandoeningen zijn namelijk meestal goed te behandelen door middel van leefstijladviezen, medicatie en soms door implantatie van een defibrillator (ICD). Plotse hartdood kan zo worden voorkomen.